# Plaque à tamponner

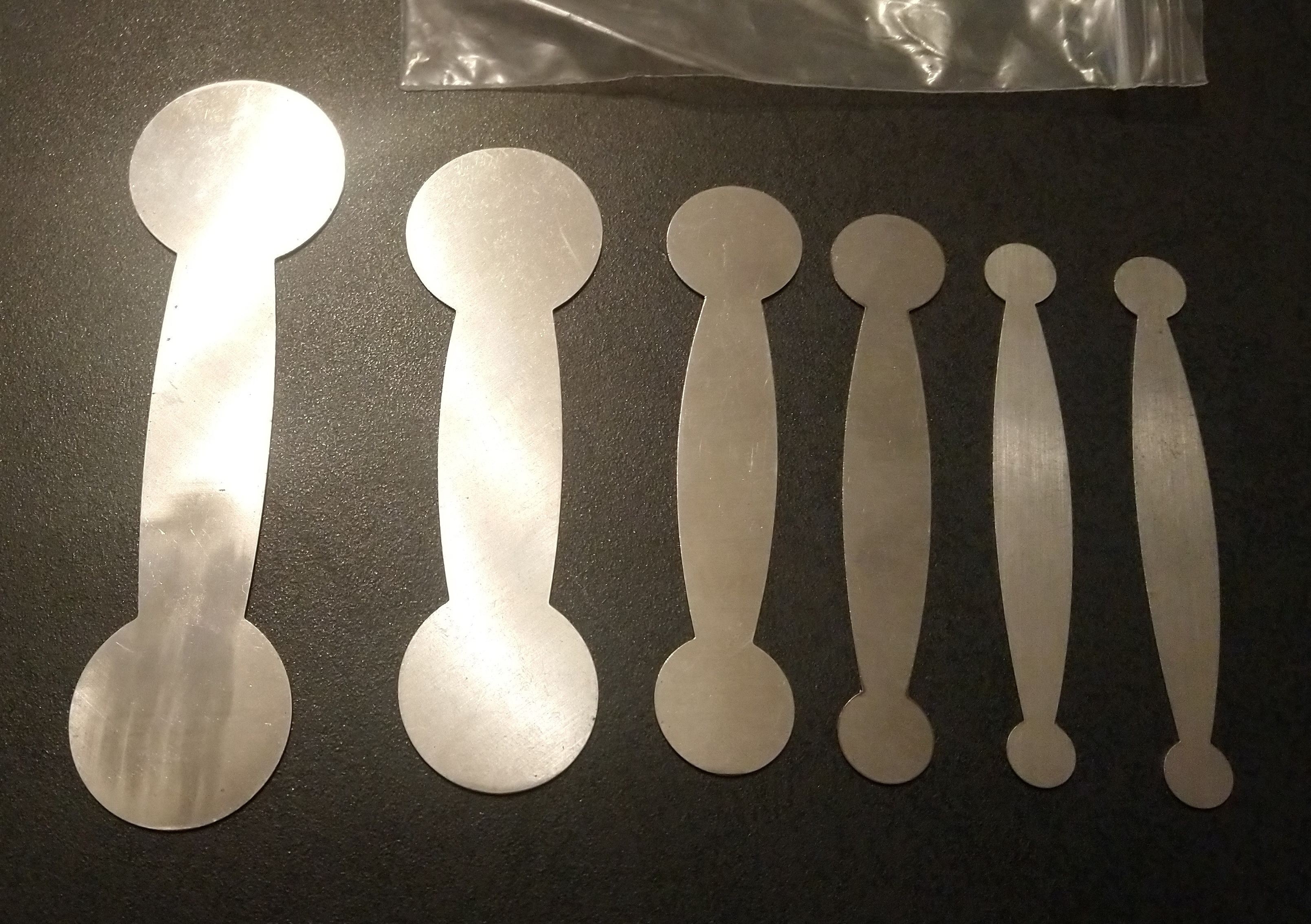
Jeu de plaques à tamponner.

Une plaque à tamponner est un outil permettant à l'artisan spécialiste en facture instrumentale de positionner et régler à chaud les tampons d'un instrument à vent de la famille des bois.
Une plaque à tamponner est généralement réalisée en acier à ressort ou en inox. Le facteur a besoin d'un jeu de plaques disposant de deux extrémités planes de forme circulaire de diamètre différent adapté aux différents diamètre des tampons utilisés et en différentes épaisseurs (de 20 à 40 centièmes de millimètre typiquement). 
Le facteur utilise l'épaisseur adaptée de la plaque pour positionner correctement chaque tampon dans la calotte de la coupelle des clefs sur l'emplacement (arête biseautée) des trous d'harmonie. Les tampons sont collés à la gomme laque, la cire ou la colle thermofusible et servent à assurer l'étanchéité parfaite des trous fermés par des clés. Le choix du diamètre de l'extrémité de forme arrondie de la plaque dépend de celui du tampon à positionner.

« Les plaques s'utilisent chaudes, elles servent :

- à mettre le tampon parallèle avec l'emplacement

- à aplanir le feutre

- à tendre la baudruche

En somme leur fonction est analogue à celle d'un fer à repasser. »

— Ernest Ferron
Pour les tampons munis d'un résonateur notamment sur les saxophones et les flûtes traversières, les plaques sont percées afin que la plaque soit bien en appui à plat en contact uniquement avec le tampon.
L'opération de tamponnage est une opération délicate qui combine plusieurs aspects : choix de l'épaisseur et du diamètre du tampon, réglage de la levée de la clé et des correspondances... et qui influe sur la justesse et l'équilibre de l'instrument. De l'expérience du facteur dépend le résultat final.
Lors d'une opération de retamponnage complet d'un instrument, les jeunes facteurs préfèrent souvent remplacer les tampons en baudruche par des tampons en cuir plus faciles et rapides à positionner. Cela doit rester néanmoins le choix du musicien car le confort de jeu et le bruit de bouchage sont différents.